# 周其仁
周其仁（1950年8月7日—），男，上海人，中国经济学家，北京大学国家发展研究院院长、教授。研究领域有产权与合约、经济制度变迁、企业与市场组织、垄断与管制、土地制度改革和城市化、货币与金融等。周其仁长期关注中国经济改革问题，是中国农村改革方面的重要学者，2011起兼任深圳壹基金公益基金会的法人代表。在北大曾被学生评为“最受欢迎的教授”之一。

## 生平
周其仁生于1950年8月，1968年响应国家上山下乡号召，插队落户到黑龙江建设兵团农场，在农场呆了10年，其中七年半在完达山狩猎。并在插队期间结识朱嘉明。
1978年恢复高考后，考入中国人民大学经济系，在此期间遇到了“中国农村改革之父”杜润生，并参与了对安徽农村调查“包产到户”的调查。1982年毕业后在中国社会科学院和国务院农村发展研究中心从事改革与发展问题的经济研究。1989年到1991年在英国牛津大学、美国科罗拉多大学、芝加哥大学访问。1991年秋进入美国加州大学洛杉矶分校，后获经济学博士学位。从1996年开始在北京大学中国经济研究中心任教。

## 著作
- 《农村变革与中国发展》
- 《真实世界的经济学》
- 《收入是一连串事件》
- 《世事胜棋局》
- 《挑灯看剑》
- 《中国做对了什么》
- 《病有所医当问谁》
- 《城乡中国》
- 《突围集-寻找改革新动力》
- 《产权与中国变革》
- 《改革的逻辑》